# العلاقات الجنوب سودانية الغرينادية
العلاقات الجنوب سودانية الغرينادية هي العلاقات الثنائية التي تجمع بين جنوب السودان وغرينادا.

## مقارنة بين البلدين
هذه مقارنة عامة ومرجعية للدولتين:
| وجه المقارنة                                              | جنوب السودان                  | غرينادا                                |
| --------------------------------------------------------- | ----------------------------- | -------------------------------------- |
| المساحة (كم2)                                             | 619.75 ألف                    | 348                                    |
| عدد السكان (نسمة)                                         | 12.58 مليون                   | 107.83 ألف                             |
| الكثافة السكانية (ن./كم²)                                 | 20.3                          | 30.99 ألف                              |
| العاصمة                                                   | جوبا                          | سانت جورجز                             |
| اللغة الرسمية                                             | لغة إنجليزية                  | لغة إنجليزية، إنكليزية غرنادة المولدة ‏ |
| العملة                                                    | جنيه جنوب سوداني، جنيه سوداني | دولار شرق الكاريبي                     |
| الناتج المحلي الإجمالي (بليون دولار)                      | 2.90 مليار                    | 1.12 مليار                             |
| الناتج المحلي الإجمالي (تعادل القوة الشرائية) بليون دولار | 22.88 مليار                   | 1.45 مليار                             |
| الناتج المحلي الإجمالي الاسمي للفرد دولار أمريكي          | 73                            | 9.21 ألف                               |
| الناتج المحلي الإجمالي للفرد دولار أمريكي                 | 2.02 ألف                      | 12.43 ألف                              |
| مؤشر التنمية البشرية                                      | 0.467                         | 0.750                                  |
| رمز المكالمات الدولي                                      | +211                          | +1473                                  |
| رمز الإنترنت                                              | .ss                           | .gd                                    |
| المنطقة الزمنية                                           | ت ع م+03:00                   | 00                                     |

## منظمات دولية مشتركة
يشترك البلدان في عضوية مجموعة من المنظمات الدولية، منها:
| علم المنظمة | اسم المنظمة                               | تاريخ انضمام جنوب السودان | تاريخ انضمام غرينادا |
| ----------- | ----------------------------------------- | ------------------------- | -------------------- |
|             | الاتحاد البريدي العالمي                   | ?                         | ?                    |
|             | يونسكو                                    | 27 أكتوبر 2011            | 17 فبراير 1975       |
|             | البنك الدولي للإنشاء والتعمير             | 18 أبريل 2012             | 27 أغسطس 1975        |
|             | وكالة ضمان الاستثمار متعدد الأطراف        | 18 أبريل 2012             | 12 أبريل 1988        |
|             | الاتحاد الدولي للاتصالات                  | 3 أكتوبر 2011             | 17 نوفمبر 1981       |
|             | مؤسسة التمويل الدولية                     | 18 أبريل 2012             | 28 أغسطس 1975        |
|             | منظمة الشرطة الجنائية الدولية             | ?                         | ?                    |
|             | الأمم المتحدة                             | 14 يوليو 2011             | 17 سبتمبر 1974       |
|             | مؤسسة التنمية الدولية                     | 18 أبريل 2012             | 28 أغسطس 1975        |
|             | المركز الدولي لتسوية المنازعات الاستشارية | 18 مايو 2012              | 23 يونيو 1991        |

## وصلات خارجية
- موقع وزارة الخارجية الجنوب سودانية